# ريان كونينغهام
ريان كونينغهام (29 مايو 1978 بكينغستون في جامايكا - )  (بالإنجليزية: Ryan Cunningham)‏ هو لاعب كريكت جامايكي. شارك في دورة ألعاب الكومنولث 1998.